# Thomas Fuhrmann (Journalist)

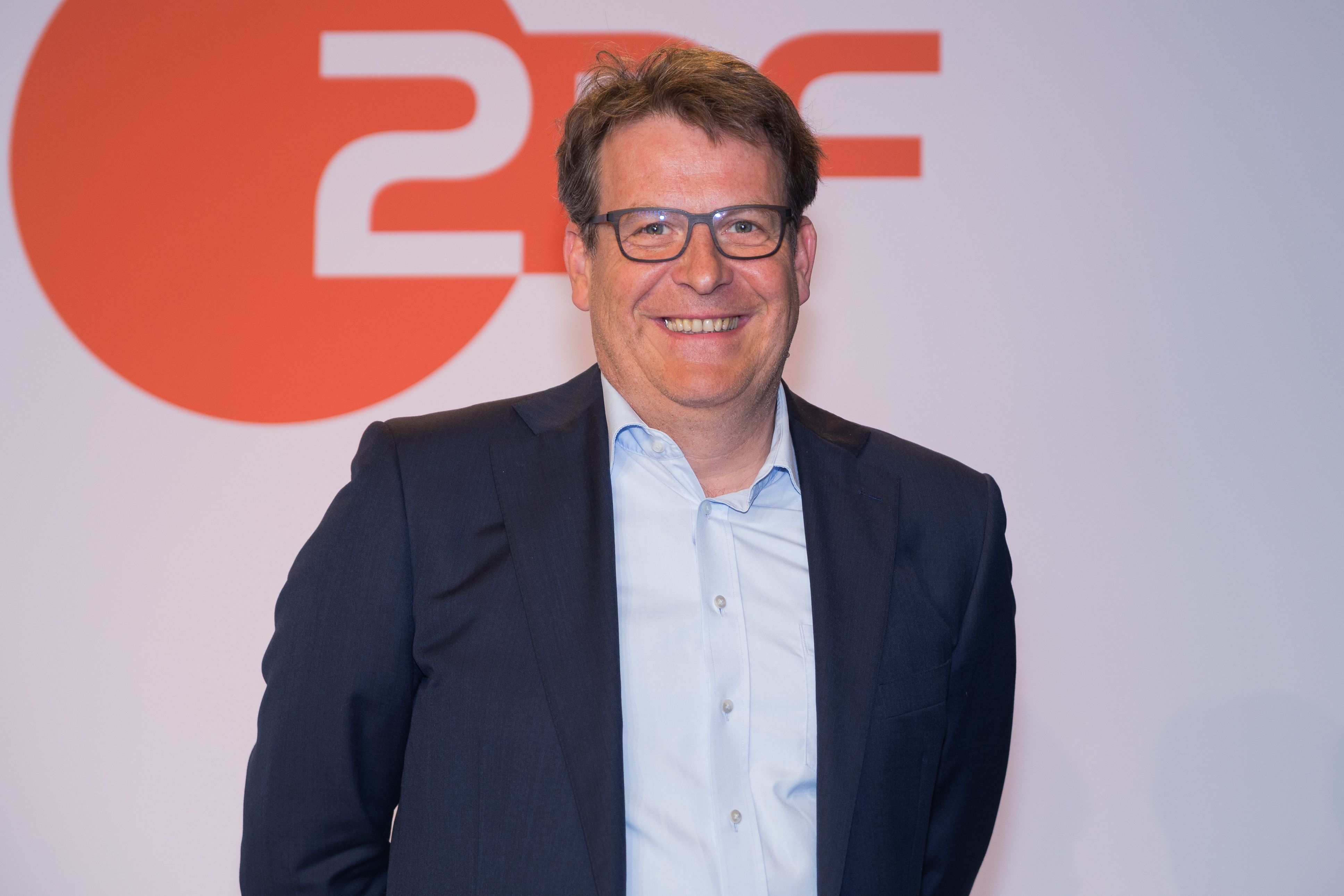
Thomas Fuhrmann 2018

Thomas Fuhrmann (* 5. Februar 1966 in Bielefeld) ist ein deutscher Journalist.

## Leben
Fuhrmann studierte von 1986 bis 1991 Journalistik an der Ludwig-Maximilians-Universität München mit DAAD-Stipendiat für einen einjährigen USA-Aufenthalt. Zudem ist er Absolvent der 25. Lehrredaktion der Deutschen Journalistenschule in München. Nach seinem Studium arbeitete er zunächst ein Jahr als Nachrichtenredakteur bei Tele 5. Nach einer Korrespondententätigkeit für n-tv in Bonn von 1993 bis 1994 wechselte Fuhrmann 1995 zum ZDF. Dort war er bis 1998 als Reporter des Politmagazins Frontal tätig, ehe er Moderator und stellvertretender Redaktionsleiter von Kennzeichen D wurde. 1999 übernahm er für ein Jahr eine Korrespondentenstelle im ZDF-Hauptstadtstudio in Berlin. Von 2001 bis 2005 war er Chef vom Dienst bei der Frontal-Nachfolgesendung Frontal21.
Im Jahr 2005 wurde Fuhrmann Redaktionsleiter des aktuellen sportstudios und Stellvertreter von Sportchef Dieter Gruschwitz. Er übte diese Funktion bis Dezember 2010 aus, als er Redaktionsleiter des ZDF-Morgenmagazins wurde. Als die damalige AfD-Vorsitzende Frauke Petry im März 2016 Dunja Hayali nach einem nicht zustande gekommenen Interview im Morgenmagazin als „offensichtliche Politaktivistin“ bezeichnete, verteidigte Fuhrmann sie gegen diese Kritik.
Im Juli 2016 teilte das ZDF mit, dass Thomas Fuhrmann zum 1. Februar 2017 neuer Leiter der Hauptredaktion Sport wird. Bereits zum 1. Dezember 2016 trat er die Leitung des Morgenmagazins an Andreas Wunn ab. Seit Oktober 2022 ist er Beauftragter für Sportstrategie in der ZDF-Intendanz.
Thomas Fuhrmann ist seit 2008 mit der Journalistin und ZDF-Chefredakteurin Bettina Schausten verheiratet.